# Österrikes herrlandslag i rugby union
Österrikes herrlandslag i rugby union representerar Österrike i rugby union på herrsidan.

## Historik
Laget spelade sin första match den 3 maj 1992, och förlorade då med 9-23 mot Ungern.

### Fotnoter
1. ↑  ”Rugby International”. http://www.rugbyinternational.net/countries/austria.htm. Läst 26 augusti 2011.